# Siyanta
Siyanta era una regió hitita que rebia el nom d'un riu. No se sap on era situada, però sí que tenia una ciutat sagrada regida per sacerdots.
Mashwiluwa de Mira-Kuwaliya es va revoltar contra Mursilis II i va arrossegar a la ciutat de Pitasa o Pitassa. Mursilis va anar a Sallapa i va cridar Mashwiluwa intentant arribar a un acord però el rebel es va negar a presentar-se i va fugir a la terra de Masa (Maša). Mursilis va marxar contra Masa i en va destruir una part; va enviar nous missatgers a Mashwiluwa insistint que comparegués a la seva presència i amenaçant a la gent de Masa amb destruir el país si no ho feia. Els habitants de Masa el van capturar i el van enviar al gran rei. Mashwiluwa fou tractat amb clemència (era cunyat del rei) i se'l va instal·lar com a gran sacerdot governant d'una ciutat sagrada vora el riu Siyanta que no s'esmenta.
Mursilis va reconèixer que el nebot i fill adoptiu del rebel, Kupanta-Kurunta no havia participat en la revolta i per tractat fou establert com a rei de Mira i Kuwaliya al lloc del deposat Mashwiluwa.